# 75 лет создания Донецкой области (монета)
75 лет создания Донецкой области — юбилейная монета, выпущенная национальным банком Украины в 2007 году в честь 75-летия появления административно-территориальной единицы Донецкая область.
Монета отчеканена монетным двором Национального банка Украины и введена в обращение 6 июля 2007 года. Номинал монеты 2 гривны, розничная цена продажи национальным банком Украины этой монеты — 8 гривен. Монета выпущена тиражом 35 тысяч экземпляров.
Эскизы и модели монеты выполнил художник и скульптор Святослав Иваненко.
Монета выполнена из нейзильбера. Вес монеты — 12,8 грамма. Диаметр монеты — 31 миллиметр. Гурт монеты рифлёный. Качество чеканки — «специальный анциркулейтед».
На аверсе монеты изображён с левой стороны шахтёрский фонарь, который освещает стилизованные очертания промышленных предприятий, расположенные справа. Полукругом сверху на зеркальном фоне расположена надпись на украинском языке «НАЦІОНАЛЬНИЙ БАНК УКРАЇНИ», под надписью расположен малый государственный герб Украины. Внизу написан номинал монеты «2 / ГРИВНІ / 2007» и изображён логотип Монетного двора Национального банка Украины. На реверсе монеты изображён логотип юбилейных мероприятий в честь 75-летия создания Донецкой области и расположены две надписи по кругу — вверху «ДОНЕЦЬКА ОБЛАСТЬ», внизу «ЗАСНОВАНА У 1932 РОЦІ».
Юбилейная монета, так же как и обычные монеты, является действительным платёжным средством Украины и обязательна к принятию без каких-либо ограничений ко всем видам платежей, для переводов и для зачисления на расчётные счета, вклады и аккредитивы по её номинальной стоимости.